# Coustellet

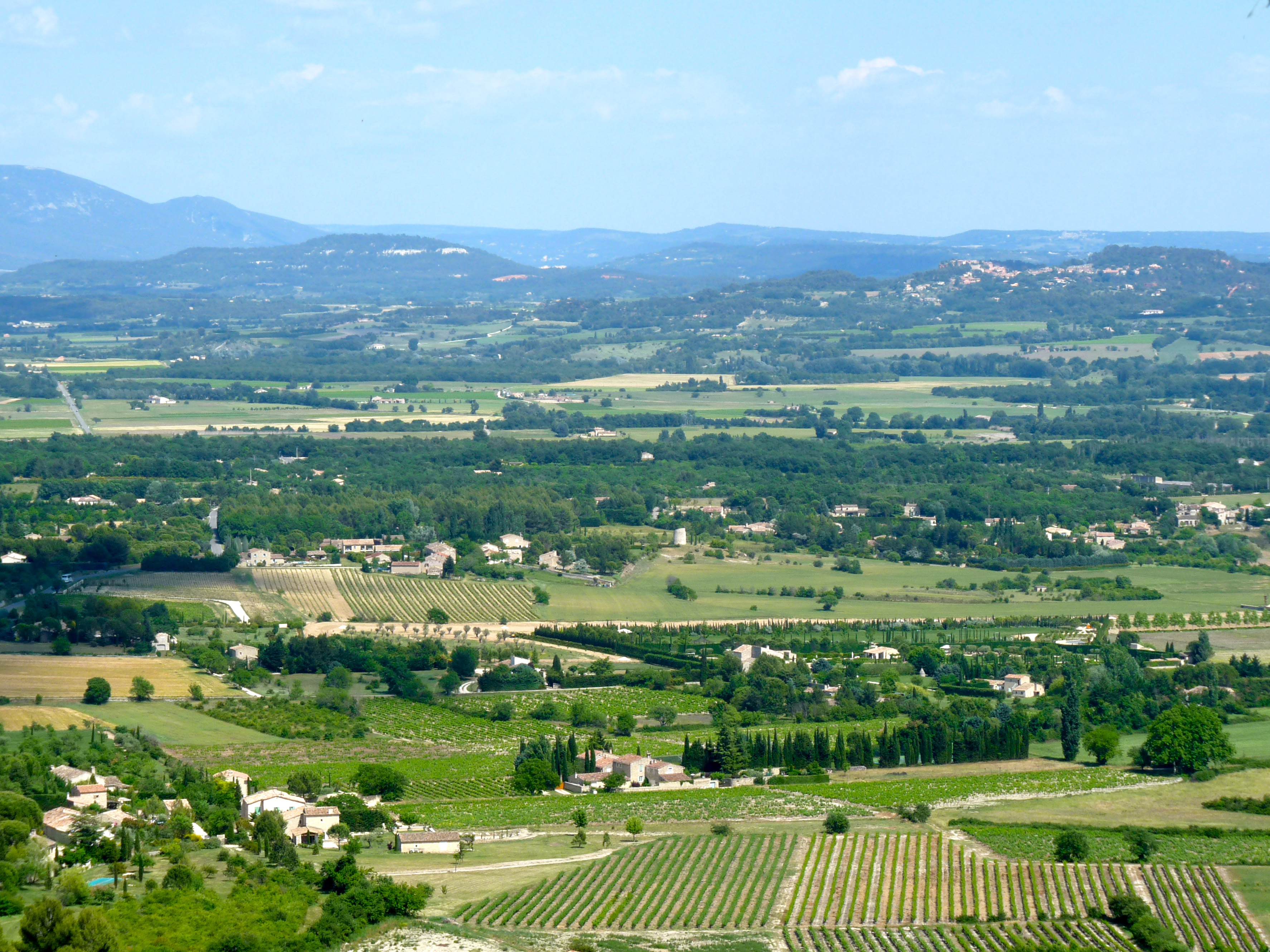
Vue aérienne d'une partie du hameau de Coustellet.

Coustellet est un hameau de Vaucluse qui dépend principalement des communes de Cabrières-d'Avignon et de Maubec ; Oppède et Robion en possèdent une petite partie. Ce hameau rendu mondialement célèbre par Peter Mayle, dans Une année en Provence, a donné son nom à la communauté de communes de Coustellet. Aujourd'hui l'intercommunalité n'existe plus, Coustellet fait partie de la nouvelle Communauté d'agglomération Luberon Monts de Vaucluse.

## Géographie
Coustellet se trouve dans la vallée du Calavon, entre le massif du Luberon et les monts de Vaucluse, sur la route nationale 100 qui se confond, en partie, avec l'ancienne via Domitia (chemin de Compostelle) et le GR 653D qui traverse la partie ouest du parc naturel régional du Luberon.
Ce petit hameau, qui ne comptait que quelques habitants vers les années 1950, a depuis pris un essor dû à sa position géographique sur deux grands axes routiers du département. Devenu un carrefour important entre Luberon et monts de Vaucluse sur la voie menant d'Avignon à Apt, le hameau accueille un grand nombre de commerces.

### Hydrographie
Le Calavon ou Coulon traverse le territoire du hameau d'est en ouest. Cette rivière prend sa source dans les Alpes-de-Haute-Provence, traverse les gorges d'Oppedette, puis Apt et va se jeter dans la Durance vers Cavaillon. Son parcours total est de 66 kilomètres. Une particularité rare de cette rivière est qu'elle porte deux noms : d'abord celui de Calavon, puis celui de Coulon à partir du village de Beaumettes. Le changement de nom se fait à l'ancienne limite entre les tribus gauloises des Albiques (Apt) et des Cavares (Cavaillon). Les documents confirment l'évolution potentielle des deux dénominations puisque des vocables issus du bas latin : Aucalo, Causalo, Caudalio, on arrive à Caularo, au XIVe siècle, et à Caulaho, au XVe siècle.

### Sismicité
Les cantons de Bonnieux, Apt, Cadenet, Cavaillon, et Pertuis sont classés en zone Ib (risque faible). Tous les autres cantons du département de Vaucluse sont classés en zone Ia (risque très faible). Ce zonage correspond à une sismicité ne se traduisant qu'exceptionnellement par la destruction de bâtiments.

### Climat
Le hameau est situé dans la zone d'influence du climat méditerranéen. Après une année 2007 caractérisé par une très faible pluviométrie, 435 mm d'eau dans la vallée du Calavon, 2008 avec 1 202 mm, soit 2,8 fois plus, se place juste derrière l'année 1968. Quant à la moyenne des températures elle augmente de 0,5°, l'hiver et le printemps ayant été très doux. Le temps pluvieux a affecté la durée de l'ensoleillement avec une centaine d'heures en dessous de la normale.
La station météo la plus proche est celle de Cavaillon
| Mois                              | jan. | fév. | mars | avril | mai  | juin | jui. | août | sep. | oct. | nov. | déc. | année |
| --------------------------------- | ---- | ---- | ---- | ----- | ---- | ---- | ---- | ---- | ---- | ---- | ---- | ---- | ----- |
| Température minimale moyenne (°C) | 2    | 3    | 6    | 8     | 12   | 15   | 18   | 18   | 14   | 11   | 6    | 3    | 9,6   |
| Température moyenne (°C)          | 6    | 8    | 11,5 | 13    | 17,5 | 22   | 24,5 | 24   | 19   | 15   | 10   | 6,5  | 15,1  |
| Température maximale moyenne (°C) | 10   | 12   | 16   | 18    | 23   | 27   | 30   | 30   | 24,7 | 20   | 13,1 | 10   | 20,3  |
| Précipitations (mm)               | 36,5 | 23,3 | 24,9 | 47,7  | 45,6 | 25,4 | 20,9 | 29,1 | 65,8 | 59,6 | 52,8 | 34   | 437   |

| Diagramme climatique                                  |         |         |         |          |          |          |          |            |          |           |       |
| J                                                     | F       | M       | A       | M        | J        | J        | A        | S          | O        | N         | D     |
| 10236,5                                               | 12323,3 | 16624,9 | 18847,7 | 231245,6 | 271525,4 | 301820,9 | 301829,1 | 24,71465,8 | 201159,6 | 13,1652,8 | 10334 |
| Moyennes : • Temp. maxi et mini °C • Précipitation mm |         |         |         |          |          |          |          |            |          |           |       |

## Histoire

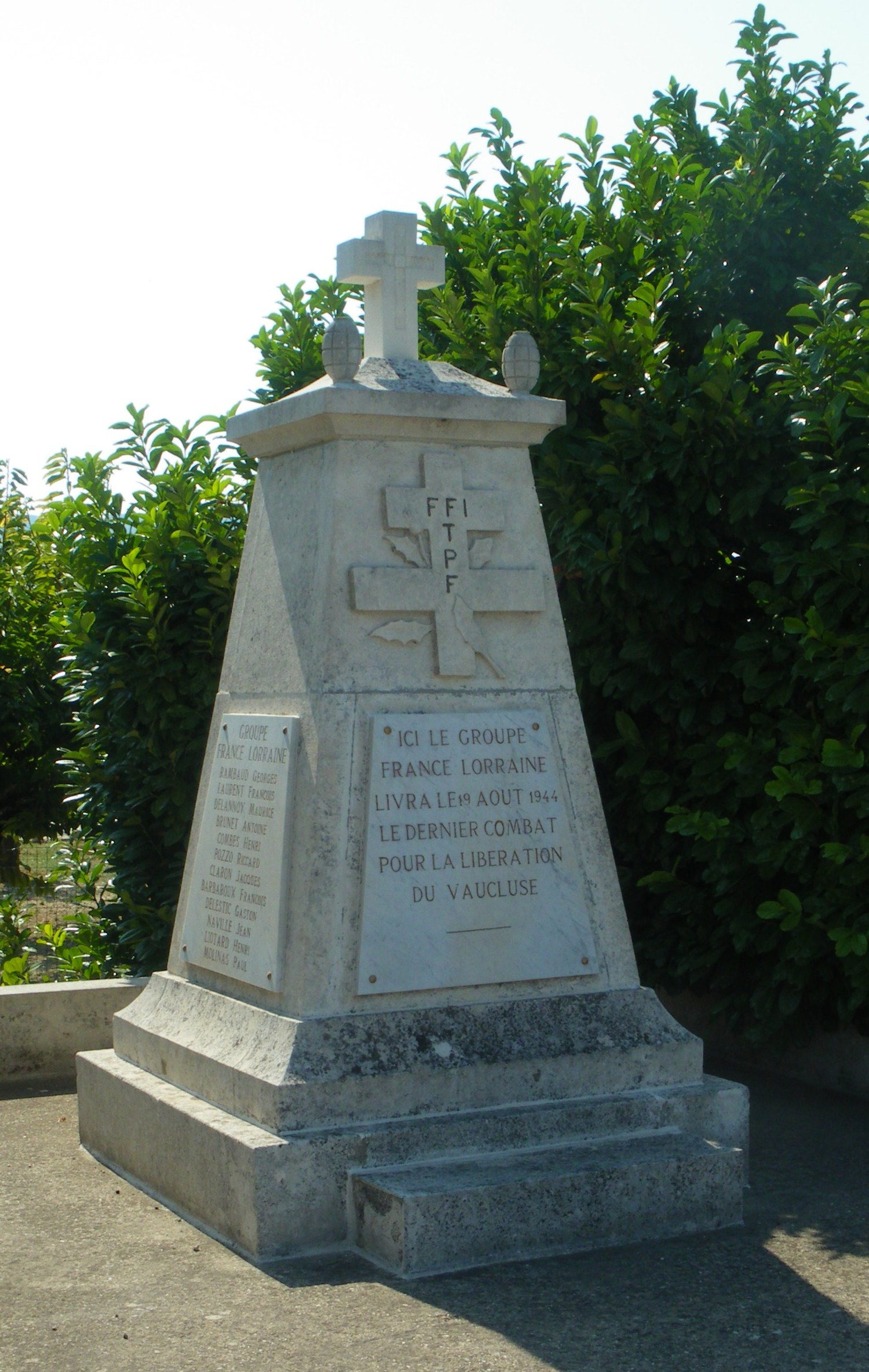
Stèle à la mémoire des résistants.

Au cours de fouilles archéologiques ont été trouvés dans les tombes de Coustellet, de la poterie et des silex qui révèlent une colonisation de ce secteur à l'époque préhistorique.
Le 19 août 1944, des résistants du groupe France-Lorraine (FTPF) accrochèrent une colonne ennemie à la sortie du hameau en direction d'Apt. Une stèle a été élevée à la mémoire des morts de la région vauclusienne.

## Patrimoine
Le hameau, sur le territoire de la commune de Maubec, possède trois coopératives classées en tant que sites historiques au patrimoine.

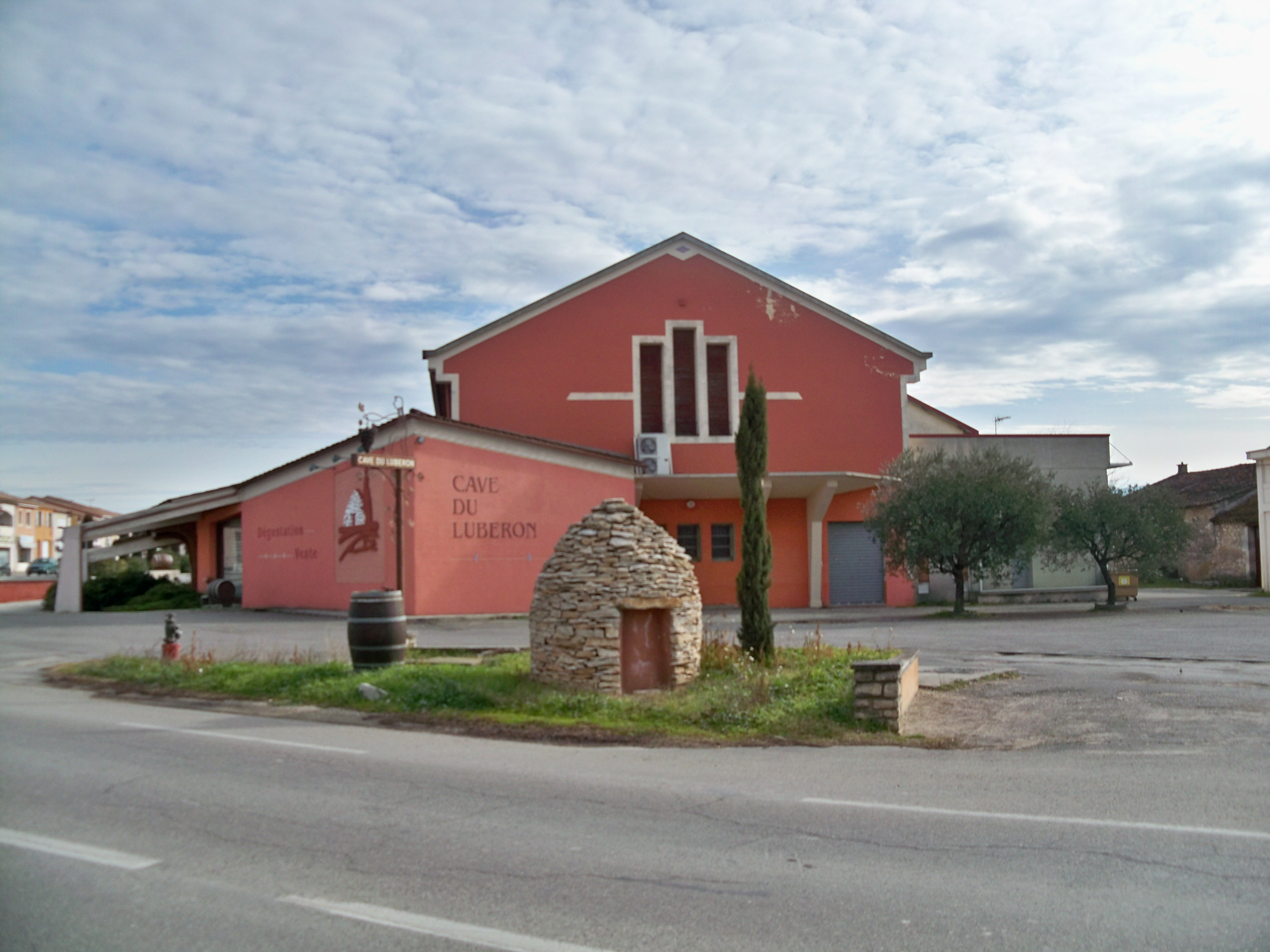
Cave du Luberon à Coustellet-Maubec.
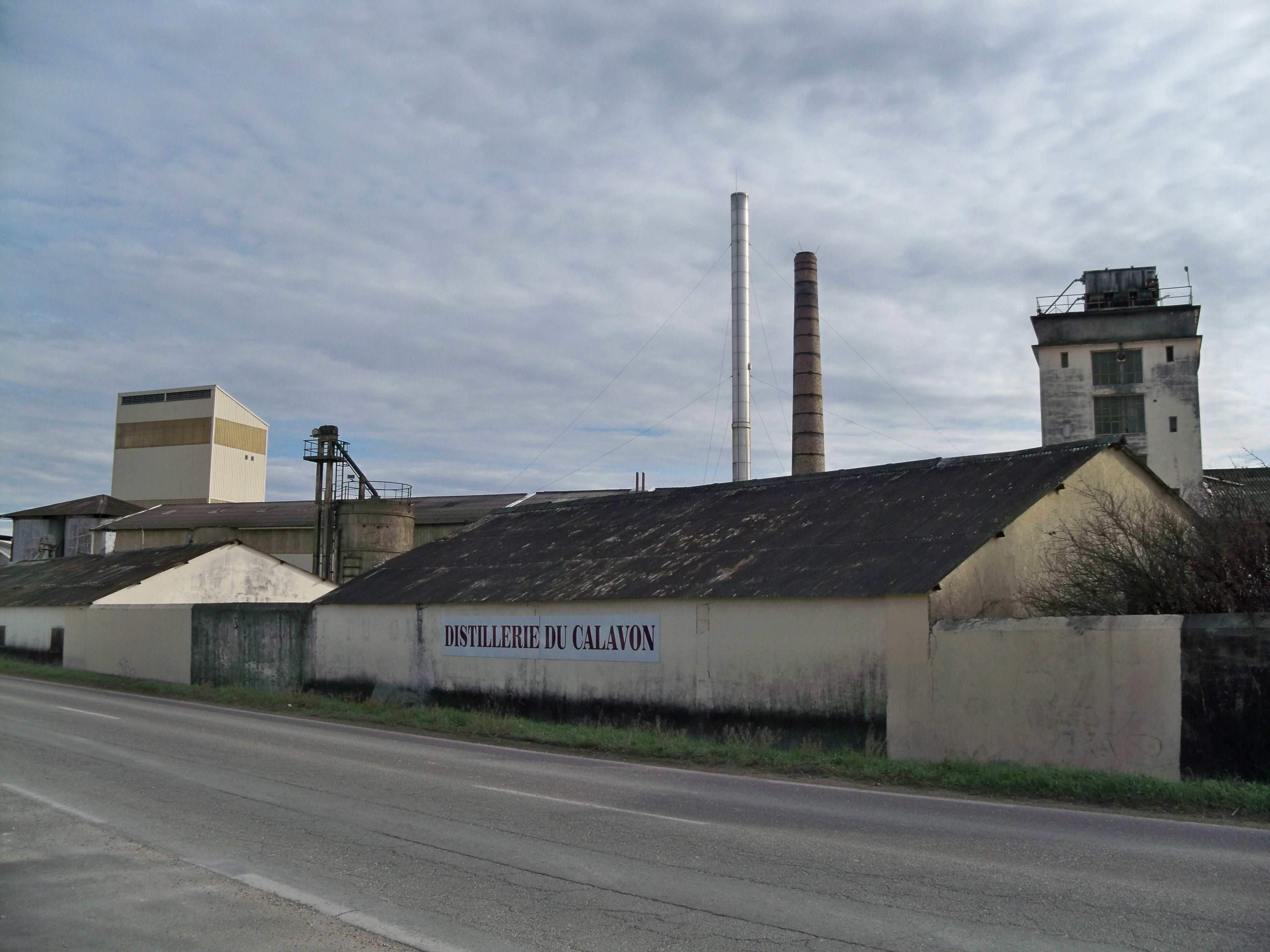
Distillerie du Calavon à Coustellet-Maubec.

## Collège du Calavon

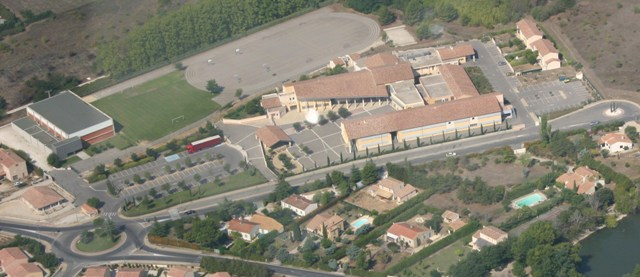
Collège du Calavon et terrain de sport à Coustellet.

Le hameau dépend de l'académie d'Aix-Marseille. Le collège du Calavon, situé sur la partie du hameau rattachée à Cabrières-d'Avignon, comptait 798 élèves à la rentrée de septembre 2012.

## Activités
- D'avril à novembre et tous les dimanches de juillet et août tous les mercredis soir, dans le Marche paysan, où sont proposés des produits du terroir[8].
- À Pâques, un marché aux puces attire les visiteurs de la région de Coustellet.
- À la fin août, une fête du livre sur le thème Le goût du voyage[9]
- Fondé en 1991, le musée de la Lavande montre l'importance de la lavande dans l'histoire culturelle de la Provence[10].

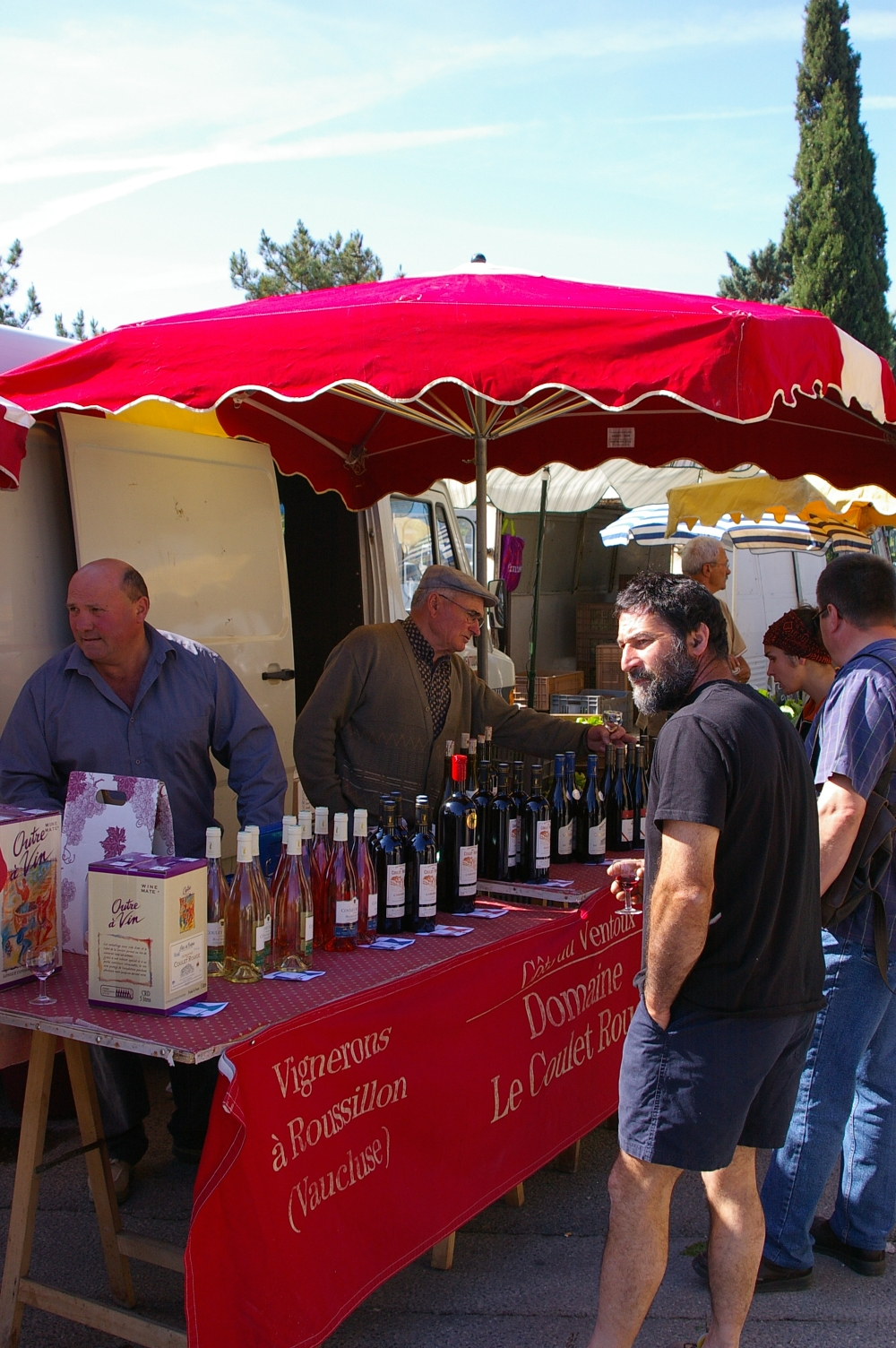
Marché à Coustellet-Maubec.
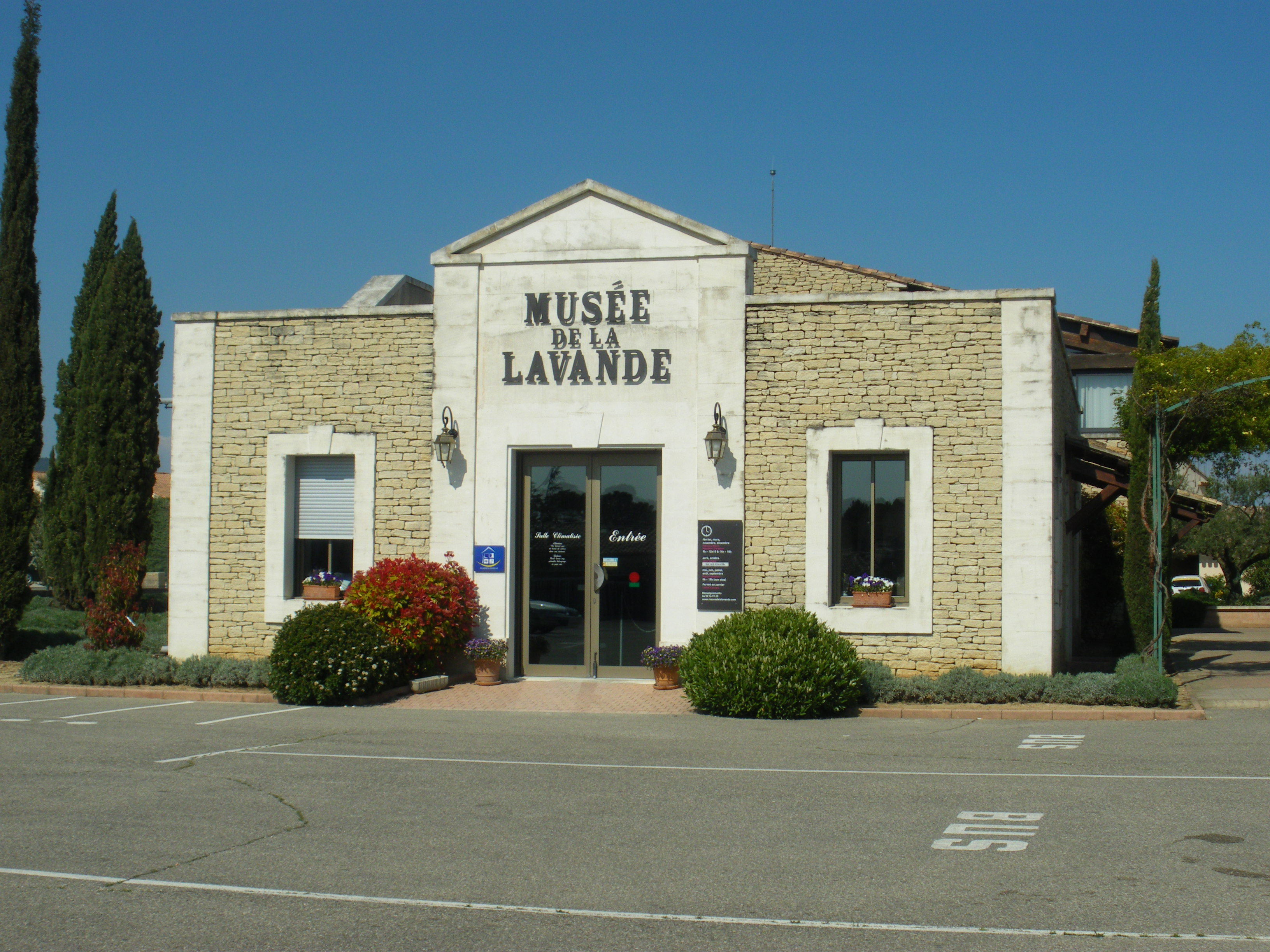
Musée de la lavande.